# Ahveninen (sjö i Suonenjoki, Norra Savolax, Finland)
Ahveninen eller Ahvenjärvi är en sjö i Finland. Den ligger i kommunerna Suonenjoki, Rautalampi och Pieksämäki i landskapen Norra Savolax och Södra Savolax, i den centrala delen av landet, 280 km norr om huvudstaden Helsingfors. Ahveninen ligger 110,8 meter över havet. I omgivningarna runt Ahveninen växer i huvudsak barrskog. Den är 35 meter djup. Arean är 6,33 kvadratkilometer och strandlinjen är 49,94 kilometer lång. Sjön  ingår i Kymmene älvs huvudavrinningsområde. 